# Ranitomeya benedicta
Ranitomeya benedicta ist ein Froschlurch aus der Familie der Baumsteigerfrösche (Dendrobatidae), auch Pfeilgiftfrösche genannt. Er ist nur aus einem relativ kleinen Verbreitungsgebiet im tropischen Regenwald des Amazonas-Beckens in Peru bekannt und wurde erst 2008 aus dem Artenkomplex der Rotkopf-Baumsteiger (Ranitomeya fantastica) als eigenständige Art ausgegliedert.

## Merkmale
Mit einer Kopf-Rumpf-Länge von 15 bis 20 Millimetern gehört Ranitomeya benedicta zu den mittelgroßen Baumsteigerfröschen und zu den größten der Gattung Ranitomeya. Die Männchen sind kleiner als die Weibchen, sie können 15 bis 17,5 Millimeter lang werden. Die Weibchen werden 17 bis über 20 Millimeter lang.
Das Hauptunterscheidungsmerkmal zu den übrigen Rotkopf-Baumsteigern ist die Färbung des Kopfes. Er ist leuchtend rot mit großen, glänzend schwarzen Flecken um die Augen. Die Populationen von Ranitomeya fantastica haben orangefarbene bis hellrote Köpfe mit verschiedenen kleineren dunkelgrauen bis schwarzen Flecken. Exemplare mit rein hellrotem Kopf wurden zur Zeit der Erstbeschreibung des Frosches 1883 gesammelt, aber bei späteren Expeditionen nicht mehr gefunden. Bei Ranitomeya benedicta können die beiden schwarzen Flecken, ausgehend von den Augen, auf dem Kopf verschmelzen und Fortsätze in Richtung des Rückens bilden, so dass eine w-förmige Zeichnung entsteht. Ein Teil des Rückens von Ranitomeya benedicta ist ebenfalls glänzend schwarz. Die rote Färbung des Kopfes und des Nackens bildet bei den meisten Individuen zwischen den schwarzen Anteilen des Kopfes und des Rückens ein breites gezacktes Querband. Der hintere Teil des Rückens sowie die Beine sind von einem mehr oder weniger deutlichen blaugrünen Netzwerk auf schwarzer Grundfarbe überzogen.
Wie bei allen Ranitomeya-Arten ist der erste Finger der Vordergliedmaßen kürzer als der zweite. Zwischen den Fingern oder Zehen gibt es keine Schwimmhäute.

## Verbreitung und Lebensraum
Das Verbreitungsgebiet von Ranitomeya benedicta liegt in den feuchtheißen Tieflandregenwäldern der Pampas del Sacramento, die sich im Süden der Region Loreto und im Osten der Region San Martín in Peru ausbreiten. Die Pampas del Sacramento werden vom Río Ucayali im Osten, von der Cordillera Azul und dem Río Huallaga im Westen und Nordwesten sowie den regelmäßig überfluteten Teilen des Naturschutzgebiets Pacaya-Samiria im Norden eingegrenzt. Die südliche Verbreitung reicht mindestens bis zum Río Cushabatay, einem Nebenfluss des Ucayali. Noch weiter südlich, bei der Stadt Pucallpa, wurden keine Exemplare von Ranitomeya benedicta mehr gefunden.
Die Art kommt in diesem Verbreitungsgebiet mit einer Fläche von rund 19.000 Quadratkilometern nur in Höhenlagen ab 150 Metern vor. Die großen Zuflüsse des Amazonas, der Ucayali im Osten und der Huallaga im Westen des Gebietes sind eine unüberwindliche Barriere für die Ausbreitung von Ranitomeya benedicta. Auch die breiten Überschwemmungsgebiete der Flüsse sind ungeeignet für die Lebensweise der meisten Pfeilgiftfrösche, die an das Leben auf der terra firme, dem nicht vom Hochwasser heimgesuchten festen Boden, angepasst sind. Für die Entwicklung der Kaulquappen genügen die mit Regenwasser gefüllten Phytotelmata von Bromelien.
Die Art wurde bis in Höhen von 315 m im Huallaga-Canyon und am Oberlauf des Cushabatay bis in 405 m Höhe gefunden. Es ist nicht anzunehmen, dass sie in der Cordillera Azul in wesentlich größeren Höhen anzutreffen sein wird, es wurden dort jedoch noch keine Untersuchungen gemacht.
Das Typusexemplar ist ein Weibchen, das im Januar 2006 nahe der kleinen Stadt Shucushuyacu (auch Shucushyacu oder Shucush-yacu geschrieben) am Ostufer des Río Huallaga in der Nähe von Yurimaguas in Peru in einer Seehöhe von 196 m aufgesammelt worden war.

## Lebensweise
Die Art Ranitomeya benedicta lebt vorwiegend in den höheren Baumschichten des Regenwaldes und wurde daher erst 2005 entdeckt. Auf den Waldboden steigt sie nur zur Fortpflanzung herab. Dort bewegt sie sich sehr rasch und agil zwischen den Blättern des abgefallenen Laubes.
Drei bis acht hellgrau gefärbte Eier werden von den Weibchen direkt im feuchten Laub abgelegt. Nach 12 bis 16 Tagen schlüpfen die Kaulquappen. Diese werden dann von den Männchen in die wassergefüllten Trichter der auf den Bäumen als Epiphyten wachsenden Bromelien transportiert, die in diesem Gebiet hauptsächlich zur Gattung Aechmea gehören. Dabei werden oft weite Strecken zurückgelegt, die diese Frösche auch in der Mittagshitze hinter sich bringen können, um für die Brut günstigere Stellen zu erreichen. Die Zahl der geeigneten Bromelientrichter ist begrenzt und scheint der limitierende Faktor für die Dichte der Populationen von Ranitomeya benedicta zu sein. Die Entwicklungszeit der Kaulquappen bis zum Frosch beträgt 70 bis 90 Tage.
Im nördlichen Teil der Pampas del Sacramento überschneidet sich das Verbreitungsgebiet von Ranitomeya benedicta mit dem zweier verwandter Arten, dem Bauchflecken-Baumsteiger (Ranitomeya ventrimaculata) und Ranitomeya imitator. Besonders die Kaulquappen des Bauchflecken-Baumsteigers sind bekannt dafür, dass sie bei Nahrungsmangel kleinere Exemplare anderer Arten, aber auch der eigenen Species vertilgen. In dem Gebiet, in dem Ranitomeya benedicta sympatrisch mit dem Bauchflecken-Baumsteiger vorkommt, dominiert dieser in den Bruttrichtern.

## Gefährdung
Obwohl Ranitomeya benedicta im Washingtoner Artenschutzabkommen im Anhang II unter dem früheren Namen Dendrobates fantasticus verzeichnet ist, ist der Frosch in Europa im Zoohandel erhältlich, obwohl keine Ausfuhrgenehmigung erteilt wurde.